# Bailang, Inre Mongoliet
Bailang (kinesiska: 白狼, 白狼镇) är en köping i Kina. Den ligger i den autonoma regionen Inre Mongoliet, i den norra delen av landet, omkring 970 kilometer nordost om regionhuvudstaden Hohhot. Antalet invånare är 2449. Befolkningen består av 1 135 kvinnor och 1 314 män. Barn under 15 år utgör 9,0 %, vuxna 15-64 år 82 %, och äldre över 65 år 7,0 %.
Genomsnittlig årsnederbörd är 749 millimeter. Den regnigaste månaden är juli, med i genomsnitt 239 mm nederbörd, och den torraste är januari, med 5 mm nederbörd.